# 一塌糊塗BBS
一塌糊塗BBS（いっとうことBBS、英語略称YTHT）は1999年9月17日に中国で創設された純粋な民間掲示板サイトである。中国では最も影響力があった掲示板という。サービス停止前も中国教育ネットでオンライン人数が最も多い掲示板だった。cnbbsメール中継システムが参加した。中国で最も自由な言論が交わされる掲示板というので、何度か政府から多くの圧力を受けたが、2004年9月13日についにサービスを停止した。
一塌糊塗BBSのサイト名につにて、公式な説明は「一、塔、湖、図」に由来し、北京大学の有名な風景と建物の略称を並べて出来た名前で、意味は一つ博雅塔（はっがとう）や未名湖（みめいこ）や北京大学図書館を述べたものである。しかし不一致の説明もたくさんある。

## 紹介
一塌糊塗BBSは北京大学物理学修士のleptonに創設された。最初は北京大学生徒達に向けたBBSで、サイトのドメインネームはlepton.dhs.orgだった。しかしどんどん拡大して、中国教育ネットでの最大の掲示板サイトの一つになった。
1999年9月20日にtelnetログイン画面は「塔、湖、図」の画面組みになった。
2004年9月13日、北京市通信管理局は通知を伝えて、一塌糊塗BBSを永久に閉鎖した。午後2時に外部とのネット接続は全て停止され、これ以後元の一塌糊塗BBSはこの世からなくなった。

## コミュニティ文化
一塌糊塗BBSの主な特色は、フリーな管理スタイルと高い自由が持つ利用者の活動である。民主作風も最大の特色ということで、多くの知識人タイプの利用者を集める理由になった。こんなに重く、民主的な雰囲気は色々なスペシャルボードを形成した。例えば、triangleとcivic_life、anti_rumor、redtimes、taiwan、humanrightなど。寛容な文化もsex、motss、lesbianなどのホットボードを格納した。

## 好評だったボード
Triangle 三角地（社会評論ボード）
三角地は一塌糊塗の最も人気の高いボードである。色々なユーザは社会生活についてのことを討論して、自分の観点と意見を発表する。巨大な情報量を含み、現代中国社会を理解する窓口になる。三角地は一塌糊塗の最も有名なボードで、色々な事件はこのボードで討論された後、伝統的マスメディアに注目された。三角地で討論されたホット話題は香港国家安全立法（23条立法）、三峡ダムプロジェクト、ハルビン権力者のBMW車での傷害案件、鄭恩寵国家機密漏洩案件、SARS（重症急性呼吸器症候群、新型肺炎）、孫志剛収容死亡事件、アメリカのイラク戦争、南京湯山鎮9.14毒投放事件、Googleブロック事件、希望プロジェクト事件、遠華案件、2000年ノーベル文学賞などである。
civic_life（公民生活）
civic_lifeも有名な政治に関する政論ボードである。トピックスは、色々な種類の民主（デモクラシー）の意味と理念との理論弁論と、実際に発生した公民に関する事件の討論などである。社会の良心を表せることを目指す。
重大な事件についての討論はたくさんある。最も有名な討論は収容制度についての討論である。湖北省武漢市の若者孫志剛は、広東省広州市の収容所で死亡した（孫志剛事件）。事件は最初「南方都市報」に記載された。civic_lifeでの収容制度に関する討論後、利用者の許志永と兪江と滕彪の三人の弁護士は中国全国人民代表大会常務委員会に法規違憲審査の建議書を提出した。「南方都市報」などのマスメディアも違憲審査建議を報道した。その結果、20年ぶりの農民と外地住民との人権侵犯の収容制度に関する法規は温家宝総理（首相）によって廃止された。
anti_rumor（反噂話センター）
トピックスはネットでの噂とニュースとに対する討論である。噂とニュースの真実を掲示し、真相を知らない人と新到着の利用者に忠告する。「偽者に敵を討つのは必要ではない、事実が有力のうえになったっだから」というYTHTの特色を表せた。
redtimes（赤色歳月、中国共産党歴史討論ボード）
taiwan（台海観察、台湾と尖閣諸島問題に関する時事討論ボード）
humanright（人権研究、世界範囲で、特別に中国での人権問題研究ボード）
sex（人の初、両性文化討論ボード）
PIC（写真貼りボード）
教育ネットBBSで最も早く写真貼りのために設立したボードである。
motss（クールボーイ、男性同性愛討論ボード）
lesbian（手と手に、女性同性愛討論ボード）

## システム

### ソフトウェア
一塌糊塗BBSのコールプログラムはKCN@9#BBSが開発したFirebird 3.0Kを採用していた。後はサイトのシステム保守員が修正しつつあり、他のBBSソフトの長所を取り込み、さらに自分特有のBBSソフトブランチになっていた。
TelnetやHTTPやSSH等の接続方式が使える。
一塌糊塗BBSのソースはGNU GPLによって、誰でもダウンロードして非商業的な用途で使用する許諾に基づき配布された。一般的なダウンロード方式はCVS check outである。
一塌糊塗BBSのウェブアクセスサポートプログラムは南京大学小百合BBS（今政府の圧力でサービス停止したが、現時の南京大学BBSは全然関係ありません）njuwebbbs-0.9から発達されて来たものである。

### ハードウェア
一塌糊塗BBSサーバーのデバイス支出費用は利用者達の寄付金によって支払っていた。今支払った3万人民元は全て利用者達この4年間のサポートである。後北京中基超威信息技術有限公司の協力契約により、一台Two Way AMD 64 Opteron 244 CPU、4Gメモリのサーバーの使用許諾を手に入れた。

## 関連記事
- 2005年、中国教育部（文部省）が伝えた、中国教育ネットにてのBBSは「学校内部交流のサイトになれ、学校以外の利用者が利用禁止」の行政命令を受け、中国教育ネットにほとんど全てのBBS（公式的なものと非公式的なものとも一緒）は学校以外の利用者のコネクト方式、または利用権限を変更した。北京清華大学の公式BBSである水木清華BBSは学校以外の利用者はコネクトできないため、サイトの管理者達は元のBBSを廃棄して、新たに水木社区（水木コミュニティー）のサイトを創設した。